# Liste des conseillers d'État de Suisse
Les conseillers d'État de Suisse se répartissent comme suit par canton, au 19 octobre 2020 d'abord, puis avec mises à jour :

## Abréviations
- PDC: Parti démocrate-chrétien
- PBD : Parti bourgeois-démocratique
  - PDC + PBD = LC:  Le Centre
- PLR : Parti libéral-radical
- PS : Parti socialiste suisse
- UDC : Union démocratique du centre
- PES : Parti écologiste suisse

## Gouvernements cantonaux
| Argovie Législature 2021-2024 (Liste des conseillers d'État) | Appenzell Rhodes-Extérieures Législature 2019-2023, | Appenzell Rhodes-Intérieures Législature 2018-2022 (Liste des conseillers d'État)                                                                                            | Bâle-Campagne Législature 2019-2023 |
| Stephan Attiger / Président (PLR) Markus Dieth (PDC) Dieter Egli (PS) Alex Hürzeler (UDC) Jean-Pierre Gallati (UDC)                                                             | Alfred Stricker / Président (SE) Yves Noël Balmer (PS) Hansueli Reutegger (UDC) Dölf Biasotto (PLR) Paul Signer (PLR)                                                            | Roland Inauen / Président (SE) Roland Dähler (SE) Antonia Fässler (PDC) Ruedi Eberle (UDC) Stefan Müller (SE) Ruedi Ulmann (PDC) Jakob Signer (SE)                           | Anton Lauber / Président (PDC) Thomas Weber (UDC) Monica Gschwind (PLR) Kathrin Schweizer (PS) Isaac Reber (PES)                                                      |
| Bâle-Ville Législature 2021-2025 | Berne Législature 2018-2022 (Conseil-exécutif) | Fribourg Législature 2017-2021 (Conseil d'État) (Liste des conseillers d'État) (Article général)                                                                             | Genève Législature 2023-2028 (Conseil d'État) (Liste des conseillers d'État) (Article général)                                                                        |
| Beat Jans / Président (PS) Stéphanie Eymann (PES) Conradin Cramer (PES) Esther Keller (PVL) Lukas Engelberger (Le Centre) Tanja Soland (PS) Kaspar Sutter (PS)                  | Pierre-Alain Schnegg / Président (UDC) Beatrice Simon (PBD) Christoph Ammann (PS) Evi Allemann (PS) Christine Häsler (PES) Philippe Müller (PLR) Christoph Neuhaus (UDC)         | Jean-François Steiert / Président (PS) Didier Castella (PLR) Georges Godel (PDC) Olivier Curty (PDC) Maurice Ropraz (PLR) Jean-Pierre Siggen (PDC) Anne-Claude Demierre (PS) | Antonio Hodgers / Président (PES) Nathalie Fontanet (PLR) Thierry Apothéloz (PS) Anne Hiltpold (PLR) Carole-Anne Kast (PS) Pierre Maudet (LJS) Delphine Bachmann (LC) |
| Glaris Législature 2018-2022 (Liste des conseillers d'État) | Grisons Législature 2018-2022 | Jura Législature 2021-2025 (Gouvernement) (Liste des ministres) (Article général)                                                                                            | Lucerne Législature 2019-2023 (Conseil d'État) , |
| Marianne Lienhard / Présidente (UDC) Rolf Widmer (PDC) Benjamin Mühlemann (PLR) Kaspar Becker (PBD) Andrea Bettiga (PLR)                                                        | Mario Cavigelli / Président (PDC) Christian Rathgeb (PLR) Jacques Gerber (PLRJ) Marcus Caduff (PDC) Peter Peyer (PS) Jon Domenic Parolini (PBD)                                  | Nathalie Barthoulot / Président (PS) Rosalie Beuret Siess (PS) Martial Courtet (PDC) David Eray (PCSI) Jacques Gerber (PLR)                                                  | Reto Wyss / Président (PDC) Marcel Schwerzmann (SE) Guido Graf (PDC) Fabian Peter (PLR) Paul Winiker (UDC)                                                            |
| Neuchâtel Législature 2017-2021 (Conseil d'État) (Liste des conseillers d'État)                                                                                                 | Nidwald Législature 2018-2022 (Conseil d'État) | Obwald Législature 2018-2022 | Schaffhouse Législature, 2021-2024 (Liste des conseillers d'État) |
| Monika Maire-Hefti / Présidente (PS) Jean-Nathanaël Karakash (PS) Alain Ribaux (PLR) Laurent Favre (PLR) Laurent Kurth (PS)                                                     | Othmar Filliger / Président (PDC) Karin Kayser-Frutschi (PDC) Michèle Blöchliger (UDC) Alfred Bossard (PLR) Christen Joe (PLR) Josef Niederberger-Streule (PDC) Res Schmid (UDC) | Christian Schäli / Président (PCSO) Daniel Wyler (UDC) Christoph Amstad (PDC) Maya Büchi-Kaiser (PLR) Josef Hess (SE)                                                        | Walter Vogelsanger / Président (PLR) Dino Tamagni (UDC) Patrick Strasser (PS) Cornelia Stamm Hurter (UDC) Martin Kessler (PLR)                                        |
| Schwytz Législature 2020-2024 (Liste de conseillers d'État) | Soleure Législature 2017-2021 | Saint-Gall Législature 2020-2024 | Tessin Législature 2023-2027 (Conseil d'État) |
| Petra Steimen-Rickenbacher / Présidente (PLR) André Rüegsegger (UDC) Andreas Barraud (UDC) Kaspar Michel (PLR) Michael Stähli (PDC) Herbert Huwiler (UDC) Sandro Patierno (PDC) | Brigit Wyss / Présidente (PES) Susanne Schaffner (PS) Remo Ankli (PLR) Roland Heim (PDC) Roland Fürst (PDC)                                                                      | Bruno Damann / Présidente (PDC) Stefan Kölliker (UDC) Beat Tinner (PLR) Laura Bucher (PS) Marc Mächler (PLR) Susanne Hartmann (PDC) Fredy Fässler (PS)                       | Marina Carobbio Guscetti (PS) Norman Gobbi (Lega) Raffaele De Rosa (PDC) Christian Vitta (PLR) Claudio Zali (Lega)                                                    |
| Thurgovie Législature 2020-2024 | Uri Législature 2020-2024 (Liste des conseillers d'État) | Vaud (législature 2017-2022) Liste des conseillers d'État * Conseil d'État                                                                                                   | Valais (législature 2017-2021) Liste des conseillers d'État * Conseil d'État                                                                                          |
| Walter Schönholzer / Président (PLR) Urs Martin (UDC) Cornelia Komposch-Breuer (PS) Monika Knill-Kradolfer (UDC) Carmen Haag (PDC)                                              | Urban Camenzind / Président (PDC) Urs Janett (PLR) Christian Arnold (UDC) Daniel Furrer (PDC) Beat Jörg (PLR) Dimitri Moretti (PS) Roger Nager (PLR)                             | Prés. Nuria Gorrite (PS) Rebecca Ruiz (PS) Pascal Broulis (PLR) Philippe Leuba (PLR) Cesla Amarelle (PS) Béatrice Métraux (PES) Christelle Luisier (PLR)                     | Roberto Schmidt (PDC) Jacques Melly (PDC) Christophe Darbellay (PDC) Esther Waeber Kalbermatten (PS) Frédéric Favre (PLR)                                             |
| Zoug Législature 2019-2022 Conseil | Zurich Législature 2019-2023 Conseil | | |
| Florian Weber (PLR) Andreas Hostettler (PLR) Martin Pfister (PDC) Stephan Schleiss (UDC) Heinz Tännler (UDC) Beat Villiger (PDC) Silvia Gut-Thalmann (ALG)                      | Jacqueline Fehr (PS) Mario Fehr (PS) Martin Neukom (PES) Natalie Rickli (UDC) Silvia Steiner (PDC) Ernst Stocker (UDC) Carmen Walker Späh (PLR)                                  | | |

## Répartition par partis
Au 7 novembre 2021, la répartition par partis des 154 postes de conseillers d'État de toute la Suisse était la suivante:
| Parti | Parti               | Sièges |
| ----- | ------------------- | ------ |
|       | PLR (avec LDP (de)) | 39     |
|       | PDC                 | 34     |
|       | PS                  | 32     |
|       | UDC                 | 26     |
|       | PES                 | 7      |
|       | PBD                 | 3      |
|       | Lega                | 2      |
|       | PCS                 | 1      |
|       | MCG                 | 1      |
|       | PVL                 | 1      |
|       | Indépendants        | 8      |